# Koncentráció
A koncentráció az összetételi arány egyfajta kifejezése: mennyiség, amely kifejezi valamely elegy, keverék vagy oldat egyik komponensének a térfogatra vonatkoztatott összetételét. Ennek értelmében jelenthet tömegkoncentrációt, anyagmennyiség-koncentrációt, térfogati koncentrációt, illetve részecskeszám-koncentrációt. Az orvosi kémiában előfordul a mértékegységnek ez a formája: G·l-1; jelentése: milliárd darab per liter (nem hivatalos, hiszen a prefixum nem szerepelhet egyedül – a darab mértékegységnek viszont nincs hivatalos jele).
A meghatározás az elegy teljes térfogatára vonatkozik. Csupán az oldószer térfogatára vonatkoztatva az így nyert hányados már nem felel meg a koncentráció fenti meghatározásának.
Ha az elegy több komponensből áll, mindig kiemeljük közülük a számunkra lényegeset. Ez az értékes komponens. Ennek mennyisége kerül a tört számlálójába.
A szó a latin com (együtt, össze) és a görög kentron (κέντρον = középpont) → latin centrum összevonásából származik.

## A szakmai gyakorlatban használt mennyiségek
Az összetételi arány mérésére szolgáló fizikai mennyiségek nem csak a kémiában használatosak. Alkalmazásuknál érdemes figyelembe venni, hogy
- a koncentráció szó csak azokra a mennyiségekre használható, amelyek nevezőjében az egész elegy térfogata szerepel;

- a mértékegység jelének nem szabad a fizikai mennyiségre utaló vagy bármilyen egyéb jelet tartalmaznia. Éppígy a fizikai mennyiség jele viszont nem tartalmazhat utalást a mértékegységre. Ezért az alábbiakban szereplő százalékjelek használata is elavult. [* 2]

Magyarázata angol nyelven: NIST Guide to the SI dokumentum 7.10.2 fejezete.

## A koncentráció fajtái
A koncentráció olyan elnevezés, amelyet sok esetben még komoly szakirodalmi források is tévesen használnak, gyűjtőfogalomként. Ebben az értelemben a koncentráció „összetételi arány valamilyen közelebbről meg nem határozott mértékegységben”. Ezek közül csak a bevezetőben említett négy mennyiség nevezhető koncentrációnak.

### Tömegkoncentráció
Jele: ρ vagy γ, mértékegysége: kg/m³ vagy g/dm³ (utóbbi nem szabványos, de használatban van).
Egy dm³ oldatban (V) lévő oldott anyag grammokban kifejezett tömege (mB). A tömegkoncentráció definíciója az IUPAC megfogalmazásában: egy adott összetevő tömege elosztva az elegy térfogatával.
{\displaystyle \rho _{\mathrm {B} }={\frac {m_{\mathrm {B} }}{V}}}

### Anyagmennyiség-koncentráció
Nevezik még molaritásnak vagy moláris koncentrációnak is. Jele: c, mértékegysége: mol/dm³.
Egy dm³ oldatban (V) lévő oldott anyag mólokban kifejezett kémiai anyagmennyisége (nB). Az anyagmennyiség-koncentráció definíciója az IUPAC megfogalmazásában: egy adott összetevő anyagmennyisége elosztva az elegy térfogatával.
{\displaystyle c_{\mathrm {B} }={\frac {n_{\mathrm {B} }}{V}}={\frac {m_{\mathrm {B} }/M_{\mathrm {B} }}{V}}}
Az IUPAC egyenértékűnek tekinti a molaritást az anyagmennyiség-koncentrációval, és (lábjegyzetben) jóváhagyja a mol/dm³ mértékegységet. Ez nem koherens SI-mértékegység; gyakorlatilag prefixumos mértékegységnek tekinthető. A molaritás annak kifejezése, hogy hányszor nagyobb vagy hányszor kisebb az oldat összetétele, mint az 1 mol/dm³. Ugyancsak lábjegyzetben jóváhagyja a következő jelölést: 1 M

### Részecskeszám-koncentráció
Jele: C, mértékegysége: 1/m³.
Az oldott anyag részecskeszámának (NB) és az oldat térfogatának (V) hányadosa. A részecskeszám-koncentráció definíciója az IUPAC megfogalmazásában: az elegyben lévő összetevő részecskéinek száma elosztva az elegy térfogatával.
{\displaystyle c_{\mathrm {B} }={\frac {N_{\mathrm {B} }}{V}}}

### Térfogati koncentráció
Jele: σ, mértékegysége: 1.
Az oldott anyag térfogatának (VB) és az oldat térfogatának (V) hányadosa.
{\displaystyle \sigma _{\mathrm {B} }={\frac {V_{\mathrm {B} }}{V}}}

## Kapcsolódó kifejezések

### Molalitás
Nevezik még molális koncentrációnak vagy Raoult-koncentrációnak is, de ezek helytelen elnevezések, ugyanis a molalitás nem felel meg a koncentráció meghatározásának. Jele: m, mértékegysége: mol/kg.
Egy kg oldószerben (mA) lévő, MB moláris tömegű oldott anyag mólokban kifejezett kémiai anyagmennyisége (nB). A molalitás definíciója az IUPAC megfogalmazásában: az oldott anyag anyagmennyisége elosztva az oldószer tömegével.
{\displaystyle m_{\mathrm {B} }={\frac {n_{\mathrm {B} }}{m_{\mathrm {A} }}}} = {\displaystyle {\frac {m_{\mathrm {B} }/M_{\mathrm {B} }}{m_{\mathrm {A} }}}}

### Tömegtört
Jele: w, mértékegysége: 1.
A tömegtört az oldott anyag tömegének (mB) és az oldat tömegének (m) hányadosa. A tömegtört definíciója az IUPAC megfogalmazásában: egy adott összetevő tömege elosztva az elegyben lévő összes összetevő együttes tömegével.
{\displaystyle w_{\mathrm {B} }={\frac {m_{\mathrm {B} }}{m}}}
A tömegtört SI-mértékegysége 1. Ha osztó vagy szorzó mennyiségeket kell jelölni, használható a kg/kg, g/kg, μg/kg stb.

### Anyagmennyiség-tört
Régebbi elnevezése móltört. Jele: x (gázkeverékeknél y), mértékegysége: 1.
Az oldott anyag mólokban kifejezett kémiai anyagmennyisége (nB) hányad része az oldatban lévő, mólokban kifejezett összes kémiai anyagmennyiségnek (nA+nB). Az anyagmennyiség-tört definíciója az IUPAC megfogalmazásában: egy adott összetevő anyagmennyisége elosztva az elegyben lévő összes összetevő együttes anyagmennyiségével.
{\displaystyle x_{\mathrm {B} }={\frac {n_{\mathrm {B} }}{n_{\mathrm {A} }+n_{\mathrm {B} }}}={\frac {m_{\mathrm {B} }/M_{\mathrm {B} }}{m_{\mathrm {A} }/M_{\mathrm {A} }+m_{\mathrm {B} }/M_{\mathrm {B} }}}}
továbbá: {\displaystyle x_{\mathrm {B} }+x_{\mathrm {A} }=1\ }

### Térfogattört
Jele: Φ, mértékegysége: 1.
Az oldott anyag térfogatának (VB) és az oldatot alkotó összetevők kiindulási térfogatának (∑V0) hányadosa. A térfogattört definíciója az IUPAC megfogalmazásában: az elegyben lévő adott összetevő térfogata elosztva az összetevők elegyedés előtti, együttes térfogatával.
{\displaystyle \phi _{\mathrm {B} }={\frac {V_{\mathrm {B} }}{\sum V_{\mathrm {0} }}}}

### Anyagmennyiség-százalék
Régebbi elnevezése mólszázalék. Jele: %(n/n) vagy (n/n%) (nem szabványos jelek).
100 mol oldatban (n) lévő oldott anyag (nB) mólban kifejezett anyagmennyisége.
{\displaystyle \%(n/n)={\frac {n_{\mathrm {B} }}{n}}\cdot 100\%}
Értéke megegyezik az anyagmennyiség-tört (xB) százszorosával:
{\displaystyle \%(n/n)=x_{\mathrm {B} }\cdot 100\%}

### Tömegszázalék
Jele: %(m/m) vagy (m/m%) (nem szabványos jelek).
100 g oldatban (m) lévő oldott anyag grammokban kifejezett tömege (mB):
{\displaystyle \%(m/m)={\frac {m_{\mathrm {B} }}{m}}\cdot 100\%}
Értéke megegyezik a tömegtört (wB) százszorosával:
{\displaystyle \%(m/m)=w_{\mathrm {B} }\cdot 100\%}

### Térfogatszázalék
Jele: %(V/V) vagy V/V% (nem szabványos jelek).
100 cm³ oldatban (V) lévő, oldott anyag térfogata (VB):
{\displaystyle \%(V/V)={\frac {V_{\mathrm {B} }}{V}}\cdot 100\%}
Megjegyzés: a térfogati dilatáció/kontrakció jelensége miatt folyadékelegyek esetén a térfogatok nem összeadhatók, az oldat térfogata nem egyenlő A és B komponens térfogatának összegével. Emiatt a térfogatszázalékot leginkább gázelegyek esetében van értelme használni. 

### Vegyesszázalék
Jele: %(m/V) vagy (m/V%) (nem szabványos jelek).
100 cm³ oldatban (V) lévő, oldott anyag grammban mért tömegét (mB) adja meg.
{\displaystyle \%(m/V)={\frac {m_{\mathrm {B} }}{V}}\cdot 100\%}

## További kifejezések
A nagyon kis koncentrációk megadására – a százalékos koncentráció értelmezéséhez hasonlóan – további koncentráció-kifejezések használhatók, pl. ezrelék, milliomodrész, billiomodrész stb. A mértékegységeknél SI-prefixumokat adhatók meg. Ezek használatosak a tömegarány, az anyagmennyiség-arány, a részecskeszám-arány, valamint a térfogatarány esetén is.
Az alábbiakra angol nyelvű magyarázat található a NIST Guide to SI dokumentum „7.10.3 ppm, ppb, ppt” című fejezetében. Ennek értelmében ezek használata kerülendő. Magyarázata a Wikipédiában a Rövid és hosszú skála című szócikkben található.
Az ezrelék (perthousand, jele ‰) megadja a rendszer ezer (10³) egységében (tehát tömeg-, térfogat- vagy anyagmennyiség-egységében (részecskeszámban, db)) az illető komponens mennyiségét ugyanazon egységben. 
A definíciónak megfelelő használatos mértékegységek: mg/g, g/kg, kg/t; cm³/dm³, dm³/m³; mmol/mol.
A ppm (parts per million) megadja a rendszer millió (106) egységében (tehát tömeg-, térfogat- vagy anyagmennyiség-egységében (részecskeszámban, db)) az illető komponens mennyiségét ugyanazon egységben. 
A definíciónak megfelelő használatos mértékegységek: μg/g, mg/kg, g/t; cm³/m³; μmol/mol.

### Az USA-ban meghonosodott elnevezések
A ppb (parts per billion) megadja a rendszer milliárd (109) egységében (tehát tömeg-, térfogat- vagy anyagmennyiség-egységében (részecskeszámban, db)) az illető komponens mennyiségét ugyanazon egységben.
A definíciónak megfelelő használatos mértékegységek: ng/g, μg/kg; mg/t; mm³/m³; nmol/mol. A billió Magyarországon természetesen 1012.
A ppt (parts per trillion) megadja a rendszer billió (1012) egységében (tehát tömeg-,  térfogat- vagy anyagmennyiség-egységében (részecskeszámban, db)) az illető komponens mennyiségét ugyanazon egységben. 
A definíciónak megfelelő használatos mértékegységek: pg/g, ng/kg, μg/t; µm³/cm³; pmol/mol. A trillió Magyarországon természetesen 1018.
A ppq (parts per quadrillion) megadja a rendszer billiárd (1015) egységében (tehát tömeg-, térfogat- vagy anyagmennyiség-egységében (részecskeszámban, db)) az illető komponens mennyiségét ugyanazon egységben. 
A definíciónak megfelelő használatos mértékegységek: fg/g, pg/kg, ng/t; µm³/dm³; fmol/mol. A kvadrillió Magyarországon természetesen 1024.
A fentiek ellentétére (a nagyon nagy rész kifejezésére) nincs elfogadott terminológia. Ezeket azonban a mértékegységgel egyértelműen jelölni lehet. Például kg/g, kg/mg, kg/μg; m³/dm³, mol/mmol, mol/μmol.
Problematikus a darabszámok arányának megadása. Ha 999 szem búza mellett van 1 szem konkoly, azt nem szabad így jelölni: 1k, mert a prefixum mértékegység nélkül értelmezhetetlen. (Lásd: NIST Guide to SI 7.10.1 Decimal multiples and submultiples of the unit one) Jelölése lehet 1k uno/uno, ezt a mértékegységet azonban az Általános Súly- és Mértékügyi Konferencia még nem fogadta el. A helyes megoldás így: tisztasági fok = 10³.
A fenti mértékegységek tört formájában adhatók meg. Ügyelni kell azonban arra, hogy vagy a tört számlálója, vagy a nevezője az adott mennyiség alapmértékegységét tartalmazza. Az előzőekben említett ng/t azért szabályos, mert az SI-mértékegységrendszer engedélyezte a rendszeren kívüli tonna mértékegység használatát.